# Wohnanlage Schillerweg

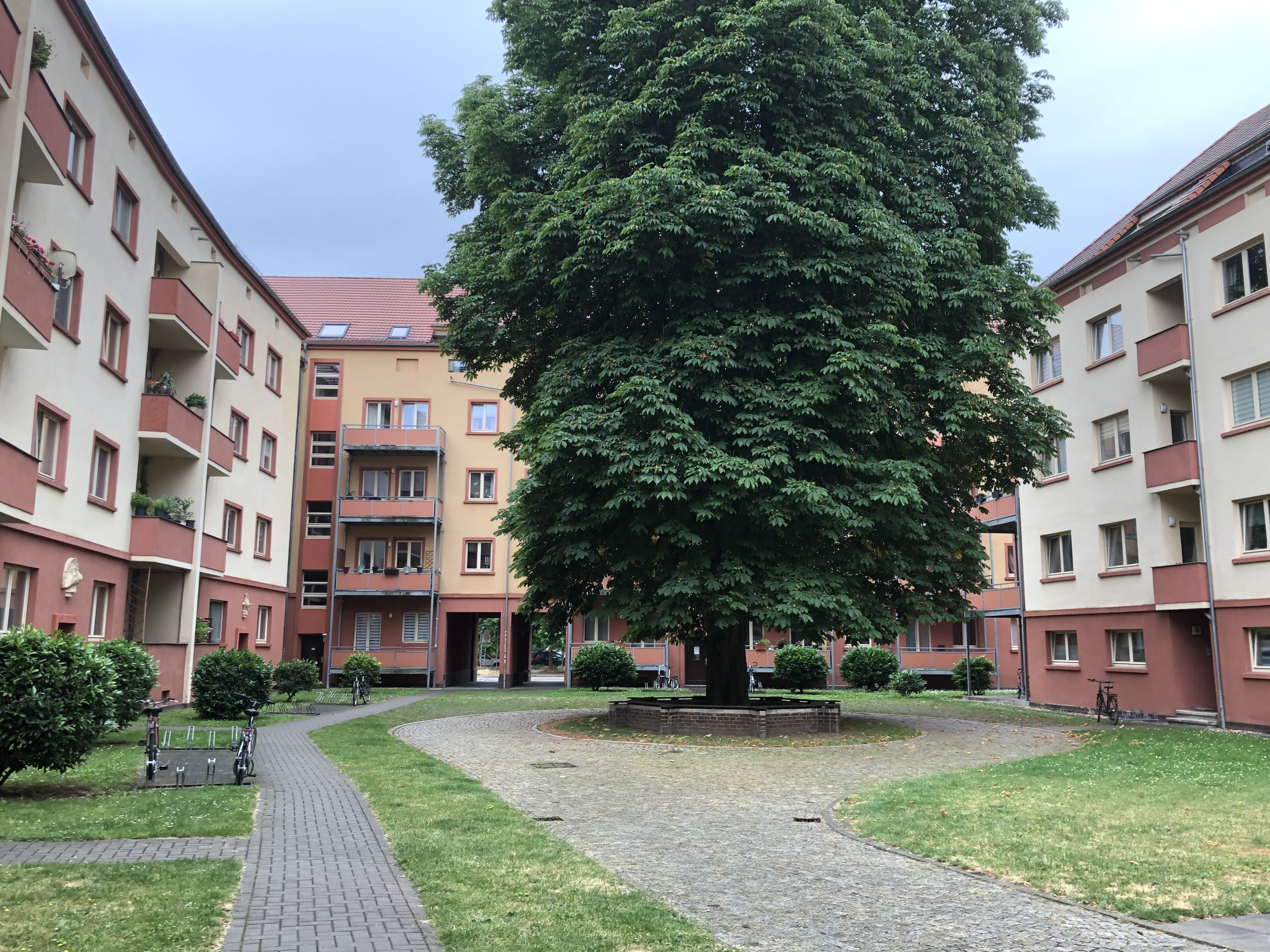
Wohnanlage Schillerweg, Innenhof, Blick von Norden 2021

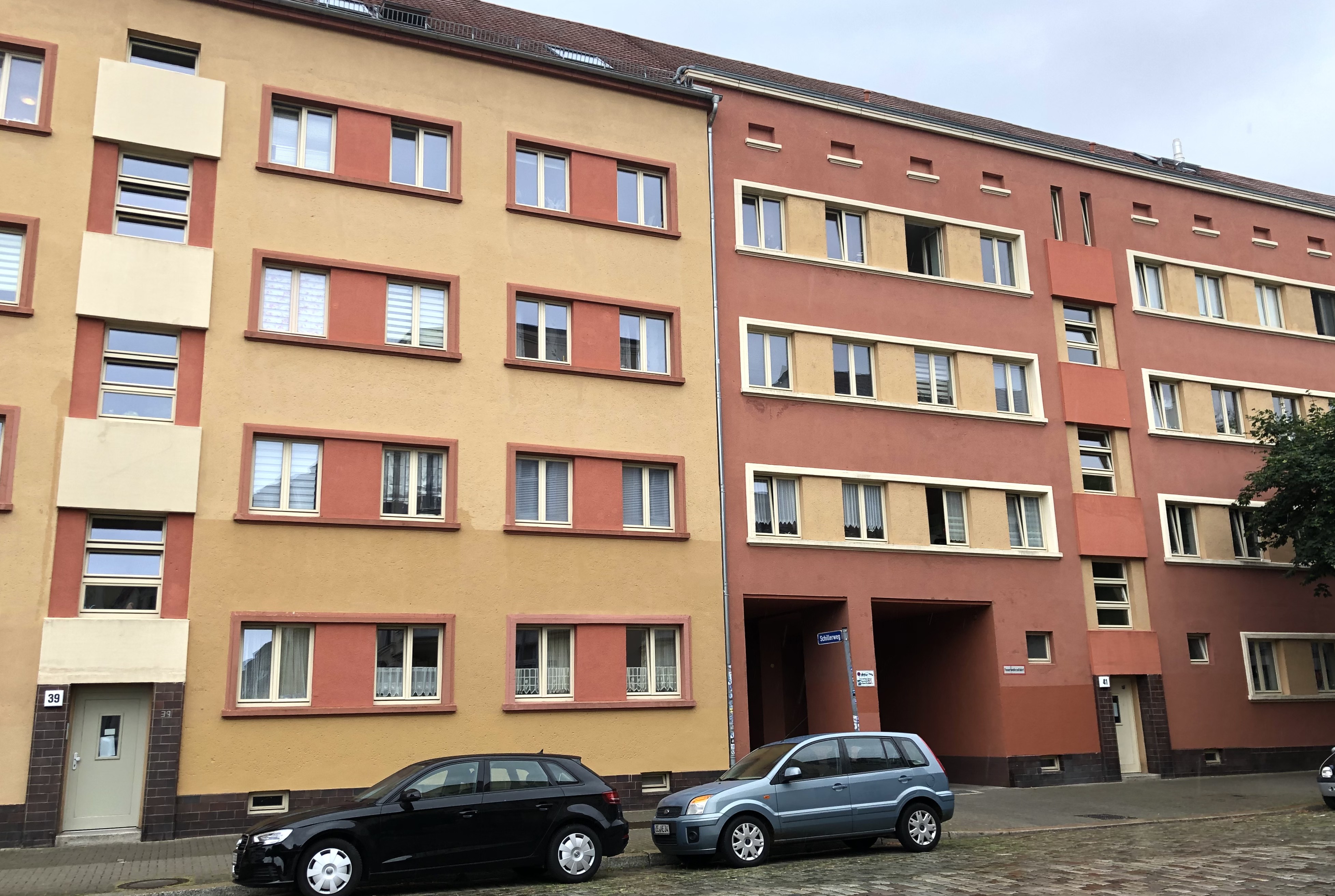
Blick auf die Nordfassade

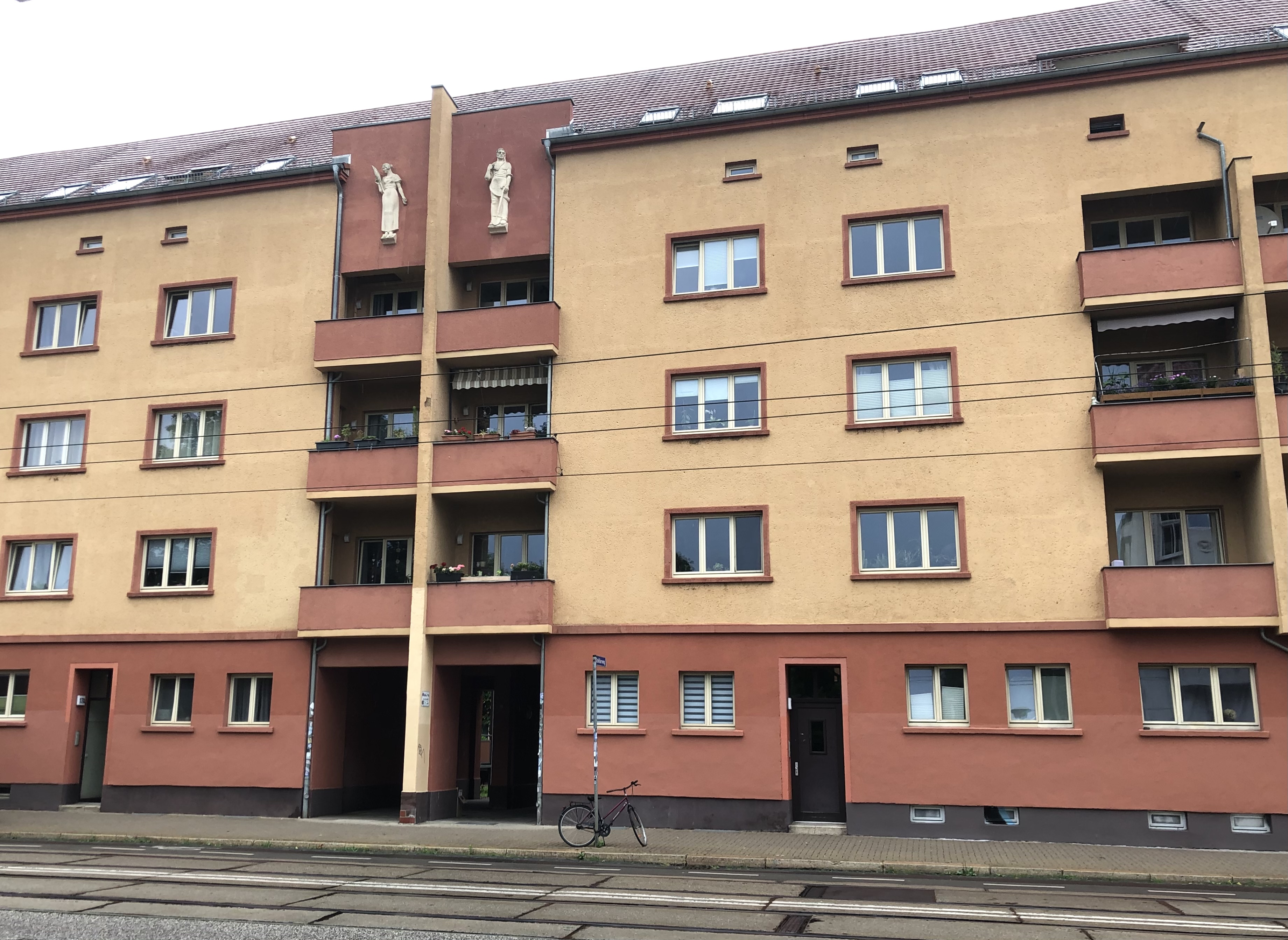
Südseite an der Großen Diesdorfer Straße

Die Wohnanlage Schillerweg ist eine denkmalgeschützte Siedlung in Magdeburg in Sachsen-Anhalt.

## Lage
Sie befindet sich zwischen der Großen Diesdorfer Straße im Süden und der nördlich verlaufenden Maxim-Gorki-Straße im Magdeburger Stadtteil Stadtfeld Ost. Zur Anlage gehören die Häuser Große Diesdorfer Straße 16, 16a, 17, 17a, Maxim-Gorki-Straße 39, 41, 41a und Schillerweg 1 bis 4.

## Architektur und Geschichte
Die das Straßenbild prägende Siedlung entstand in den Jahren 1933 und 1934 als genossenschaftliche Wohnanlage des Magdeburger Vereins für Kleinwohnungswesen. Andere Angaben nennen als Bauherrin die Gemeinnützige Heimstätten AG (Heimag). Es entstanden nach Plänen von G. Heinze viereinhalbgeschossige, verputzte Gebäude. Während die Fassaden mit liegend rechteckigen Fensteröffnungen, paarweise angeordneten Loggien und ihrer Farbgebung noch vom Stil des Neuen Bauens geprägt sind, weisen andere Elemente und insbesondere die eingesetzten Satteldächer auf eine traditionellere Architektursprache. Die Siedlung zeigt insofern den Übergang von der modernen Formensprache der 1920er Jahre hin zur traditionalistischer ausgerichteten Architektur in der Zeit der nationalsozialistischen Gewaltherrschaft.
Insgesamt wurden 88 Wohnungen geschaffen. Es wurden Zwei- bis Vierzimmerwohnungen angelegt. Über den einzelnen Hauseingängen sowie am Gesims befinden sich Schmuckelemente, die zum Teil figürlich-ornithologisch, zum Teil rein dekorativ gestaltet sind. Die Fenstergewände, die Brüstungen von Balkonen und Loggien sowie die Erdgeschosse erhielten eine rote Farbgebung.
Die Gebäude gruppieren sich um einen begrünten, mit einem Rondell versehenen Innenhof. Die Balkone und Loggien der Anlage sind zum Innenhof und nach Süden zur Großen Diesdorfer Straße ausgerichtet. Die gesamte Anlage ist städtebaulich insofern bemerkenswert, als sie inselartig in einem Areal mit bestehender Gründerzeitbebauung entstand und sich trotzdem in die Umgebung integriert. Dabei gelang es jedoch die Wohnanlage durchgrünt und mit guten Lichtverhältnissen zu gestalten.
Vom Innenhof führen breite Durchgänge durch die Gebäude sowohl nach Norden zur Maxim-Gorki-Straße und nach Süden zur Großen Diesdorfer Straße. 
Im örtlichen Denkmalverzeichnis ist die Siedlung unter der Erfassungsnummer 094 82572 als Baudenkmal verzeichnet.